# Alte Liebe rostet nicht (Hörfunksendung)

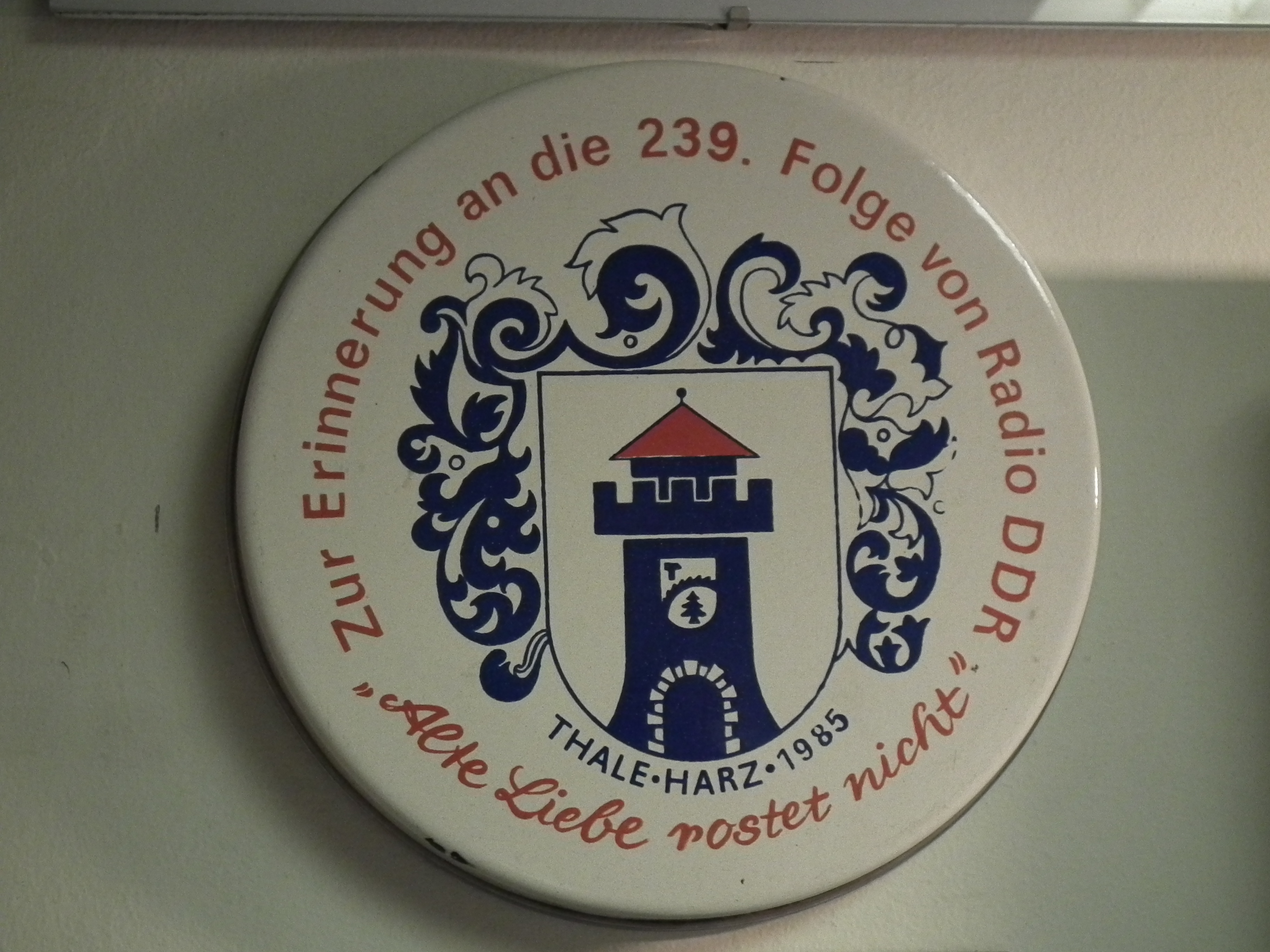
Zur Erinnerung an die 239. Folge von Radio DDR „Alte Liebe rostet nicht“ – Thale/Harz 1985

Alte Liebe rostet nicht war eine auf Städte-Porträts basierende Unterhaltungssendung im Rundfunk der DDR.

## Geschichte und Struktur
Die Reihe stellte eine Fortsetzung von öffentlichen Unterhaltungssendungen bzw. sogenannten Bunten Abenden dar, die in der unmittelbaren Nachkriegsära vom Mitteldeutschen Rundfunk veranstaltet worden waren, wie zum Beispiel Leipziger Allerlei mit Siegfried Loyda und dem Erich-Donnerhack-Orchester oder Kollege kommt gleich.
Als sich Mitte der 60er Jahre die Musikprogramme des Rundfunks zunehmend auf die Bedürfnisse der jüngeren Hörer ausrichteten, suchte man nach einem musikalischen Unterhaltungsangebot für das ältere Publikum.
So entstand das Konzept, in einer Stadt für eine Stadt eine musikalisch geprägte Unterhaltungssendung zu gestalten, die den Bürgern des jeweiligen Ortes in einer öffentlichen Veranstaltung ein attraktives zweistündiges Live-Programm mit Stars der heiteren Muse bot und damit auch den Hörern von Radio DDR I eine humorvolle, regional informative Radio-Sendung von jeweils ca. 105–110 Minuten lieferte, die sonntags von 9:15 Uhr bis 11:00 Uhr ausgestrahlt und im Nachtprogramm wiederholt wurde.
Dabei wurde der Moderator Günter Hansel (geboren 1. Juni 1931, Leipzig; gestorben 2002) von dem Kabarettisten Manfred Uhlig sekundiert, der als komische Person in der Rolle eines Kellners als seine „fabelhafte Bedienung“ agierte.
Ab Herbst 1965 bildete den Höhepunkt jeder Sendung der Versuch Manfred Uhligs, die Entstehung des Namens der Stadt mit einer rabulistisch ausgedeuteten Anekdote zu erklären.
Jeweils vier Wochen vor dem aufzuzeichnenden Estraden-Programm machte das vierköpfige Gestaltungs-Team eine Recherchefahrt zum Veranstaltungsort des Radio-Porträts. Redaktionsleiter Wolfgang Bauer eruierte die geschichtlichen, wirtschaftlichen und kulturellen Aspekte der Stadt, Moderator Günter Hansel besprach sich mit dem jeweiligen Bürgermeister, denn im Mittelpunkt der Sendung stand ein ausführlicheres Gespräch zu den vorzeigenswerten Stärken der Stadt. Organisationschef Schüttauf sondierte die Bühnen- und Quartierverhältnisse und Co-Moderator Manfred Uhlig hörte sich in Friseursalons, Lokalen oder Wartezimmern der Polikliniken zu den Schwächen und Schattenseiten des Ortes und seiner Bewohner um, die er dann als Pointen seiner Kellnerauftritte zum Gelächter des Publikums öffentlich machte.
Die erste Folge lief am 4. Juni 1965 aus Waltershausen in Thüringen. Den Text für den nach einem alten Sprichwort verfassten Auftakts und Erkennungstitel stammt aus der Feder von Günter Hansel, die Melodie komponierte Musikredakteur Günter Klein. In jedem Kalenderjahr gab es neun bis zwölf Ausgaben der Sendereihe. Mit einer 300. aus Zwickau geplanten Sendung wollte sich das in die Jahre gekommene Team 1990 selber von der Sendereihe verabschieden. Die Ereignisse des Herbstes 1989 hatten indes in ostdeutschen Städten neue Prioritäten geschaffen, und so ging die Reihe bereits nach 289 Folgen im Oktober 1989 zu Ende.
Folgend eine Auswahl von Orten, aus denen die Sendung ausgestrahlt wurde (nicht vollständig):
- 1965: Waltershausen, Hainichen, Pößneck, Quedlinburg, Bad Kösen, Tanna, Olbernhau
- 1966: Wernigerode, Sebnitz, Freiberg, Hörselgau, Eisenhüttenstadt, Wilthen, Salzwedel, Sömmerda, Genthin, Leisnig, Tharandt, Pößneck
- 1967: Werdau, Bischofswerda, Großenhain, Lutherstadt Eisleben, Lichtentanne, Zeitz, Bad Salzungen, Calau, Neugersdorf, Sonneberg
- 1968: Coswig (Anhalt), Delitzsch, Apolda, Herzberg (Elster), Freital, Schönebeck (Elbe), Lugau, Altenburg, Weida, Bernburg (Saale), Thalheim/Erzgeb.
- 1969: Wurzen, Colditz, Penig, Kamenz, Zittau, Stralsund, Leipzig, Suhl, Dresden-Niedersedlitz, Riesa, Weißwasser, Schmölln, Schwarzheide, Pulsnitz
- 1970: Gotha, Dippoldiswalde, Zeulenroda, Neuruppin, Eisenach, Crimmitschau, Schwerin, Plauen, Oschatz, Glashütte
- 1971: Brandenburg, Glauchau, Ohrdruf, Greiz, Gräfenhainichen, Görlitz,[3] Kyritz, Stralsund, Döbern, Limbach-Oberfrohna, Artern/Unstrut, Binz, Dessau
- 1972: Hettstedt, Burg (bei Magdeburg), Worbis, Warnemünde, Neustadt in Sachsen, Taucha, Gröditz, Wismar, Seifhennersdorf, Bad Langensalza, Nordhausen, Auerbach/Vogtl.
- 1973: Leuna/Merseburg, Köthen, Frankfurt (Oder), Tangerhütte, Schmalkalden, Oschersleben, Mühlhausen, Aschersleben, Eisenach, Zwickau, Gornsdorf
- 1974: Weißenfels, Meuselwitz, Sangerhausen, Jessen (Elster), Güstrow, Fraureuth, Bitterfeld, Wolgast, Halle-Neustadt, Hohenstein-Ernstthal, Osterwieck, Sondershausen, Jena
- 1975: Döbeln, Aken (Elbe), Pirna, Senftenberg, Meißen, Bad Blankenburg, Lengefeld, Stadtroda, Lutherstadt Wittenberg, Hagenow, Lichtenstein/Sa.
- 1976: Gröbzig, Ruhla, Boizenburg/Elbe, Neustadt (Orla), Cranzahl, Meiningen, Ludwigslust, Förderstedt, Neubrandenburg, Premnitz
- 1977: Borna, Torgau, Löbau, Grimma, Friedland (Mecklenburg), Naumburg (Saale), Neusalza, Nerchau, Leinefelde, Lauchhammer, Weimar, Nienburg (Saale)
- 1978: Guben, Zerbst, Ilmenau, Oelsnitz (Erzgeb.), Bitterfeld, Haldensleben, Tangermünde, Beeskow, Triptis, Römhild, Seelow, Lommatzsch, Rodewisch
- 1979: Markkleeberg, Arnsbach, Forst, Werder, Halberstadt, Sternberg, Brandenburg, Gardelegen, Staßfurt, Schneeberg
- 1980: Luckenwalde, Wolmirstedt, Grimmen, Neugersdorf, Calbe, Großröhrsdorf, Coswig (Sachsen), Anklam, Zella-Mehlis, Rackwitz, Schwarzenberg
- 1981: Eilenburg, Havelberg, Bad Düben, Berlstedt, Schkeuditz, Niesky, Feldberg, Perleberg, Torgelow, Waren (Müritz), Gera, Oederan
- 1982: Teltow, Bad Frankenhausen/Kyffhäuser, Bützow, Jena, Röblingen, Pritzwalk, Schleiz, Strasburg, Bad Dürrenberg, Halsbrücke, Thum, Johanngeorgenstadt
- 1983: Rochlitz, Altenburg, Osterburg, Radebeul,[4] Rehna, Eisenberg, Breitungen/Werra, Lobenstein, Pirna, Delitzsch, Aschersleben, Flöha
- 1984: Oderberg, Bad Salzungen, Leuna/Merseburg, Weißwasser, Lugau, Frohburg, Herzberg (Elster), Prenzlau, Freyburg (Unstrut), Falkensee, Thalheim/Erzgeb.
- 1985: Colditz, Salzwedel, Bischofswerda, Nossen, Weißenfels, Trusetal, Stadtroda, Thale, Sömmerda, Döbeln, Arnstadt
- 1986: Köthen, Finsterwalde, Zittau, Osterwieck, Bad Doberan, Nienburg (Saale), Gotha, Freiberg (Sachsen), Stendal, Haldensleben, Greiz, Marienberg
- 1987: Meerane, Genthin, Bautzen, Aken (Elbe), Coswig (Anhalt), Quedlinburg, Wismar, Mühlhausen, Neustadt in Sachsen, Fürstenwalde/Spree, Annaberg-Buchholz
- 1988: Augustusburg, Großenhain, Niederpöllnitz, Frankenberg/Sa., Großhennersdorf, Tangermünde, Riesa, Sternberg, Nordhausen, Oschersleben, Schönebeck (Elbe), Lengefeld
- 1989: Hoyerswerda, Wolfen, Altentreptow, Halberstadt, Anklam, Oschatz, Brotterode, Tangerhütte, (Eppendorf – abgesagt[5])

Reichlich 20 Orte hatten zwar die Ehre, die Sendung zwei Mal zu Gast haben zu dürfen, dies war aber auch begründet, dass für die Aufzeichnung der Sendung erforderliche Infrastruktur, insbesondere ein geeigneter Saal und die für die Technik nötige Stromversorgung, vor Ort zur Verfügung stehen musste, wodurch viele Bewerbungen und Anträge von vornherein obsolet waren.
Die über 24 Jahre bis zum Oktober 1989 erfolgreich laufende Hörfunk-Reihe gehört zu den langlebigsten ihrer Art. Anlässlich der 100. Ausgabe widmete die namhafte Rosenzüchterin Anni Berger aus Bad Langensalza der Sendereihe 1974 eine auf den Namen Alte Liebe getaufte orangerote Teehybride Rosenzüchtung. Deren Rosenstöcke waren bis in die 90er Jahre am östlichen Zugang zum Hauptweg durch das Funkhausgelände in der Nelepastraße zu bewundern.
Kuriosum und gefeierte Radiopanne aus der Geschichte der Sendereihe: Sie passierte in der Veranstaltung vom 19. Mai 1978, die ausnahmsweise live gesendet wurde. Normalerweise produzierte man vor, denn die DDR überließ nur selten etwas dem Zufall. Moderator Günter Hansel bat den stellvertretenden Bürgermeister, seine „Stadt X“ zu umschreiben, denn die Hörer mussten im Rahmen eines Gewinnspiels den nächsten Veranstaltungs-Ort erraten. Aber der Bürgermeister aus Bitterfeld verriet vor lauter Aufregung beim Stellen der Frage gleich die Lösung mit und löste ein riesiges Gelächter aus.

## Produktionsteam
- Leitung: Wolfgang Bauer (* 28.10.1928, Leipzig;† 20.2.1989)[8]
- Moderation: Günter Hansel und Manfred Uhlig
- Musikredaktion: Günter Klein
- Organisation: Hans Schüttauf
- Chor: Die fröhlichen Sänger aus Leipzig
- Orchester: Die Scherbelberger Musikanten und Das Rundfunk Unterhaltungsorchester Leipzig

## Tonträger
- Manfred Uhlig, Günter Hansel – Alte Liebe rostet nicht, Langspielplatte, 1973, mit den Scherbelberger Musikanten und dem Radio DDR Unterhaltungsorchester, Mitschnitt der öffentlichen Veranstaltung in Riesa am 1. September 1969, AMIGA – 8 45 046
- Günter Hansel, Manfred Uhlig – Alte Liebe, Langspielplatte, 1975, mit den Scherbelberger Musikanten und dem Radio DDR Unterhaltungsorchester, Mitschnitt der öffentlichen Veranstaltung am 15. Mai 1974 im Kreiskulturhaus Jessen/Elster, AMIGA – 8 45 113
- Günter Hansel, Manfred Uhlig – Eine alte Liebe, Langspielplatte, 1979, mit den Scherbelberger Musikanten und dem Radio DDR Unterhaltungsorchester, Mitschnitt der öffentlichen Veranstaltung am 7. November 1978 im Volkshaus Lommatzsch, AMIGA – 8 45 172
- Das Sonntagskonzert der volkstümlichen Musik – Alte Liebe rostet nicht, CD, 1990, mit Günter Hansel, Manfred Uhlig und diversen Musikanten, Mitschnitte öffentlicher Veranstaltungen der Sendereihe „Alte Liebe rostet nicht“, Aufnahmen: Rundfunk der DDR, Dorado – 2155 023